# STS-62
STS-62 (englisch Space Transportation System) ist eine Missionsbezeichnung für das US-amerikanische Space Shuttle Columbia (OV-102) der NASA. Der Start erfolgte am 4. März 1994. Es war die 61. Space-Shuttle-Mission und der 16. Flug der Raumfähre Columbia. Die Hauptnutzlasten, untergebracht in der Ladebucht des Orbiters, waren das USMP-02-Mikrogravitationsexperimentenpaket und das sechs Experimente zur Raumfahrt- und Raumflugtechnik umfassende OAST-2. Ein weiterer Schwerpunkt der zweiwöchigen Mission lag auf biomedizinischen Experimenten, welche die Auswirkung von Langzeitraumflügen erforschen sollten.

## Mannschaft
- John Casper (3. Raumflug), Kommandant
- Andrew Allen (2. Raumflug), Pilot
- Pierre Thuot (3. Raumflug), Missionsspezialist
- Charles Gemar (3. Raumflug), Missionsspezialist
- Marsha Ivins (3. Raumflug), Missionsspezialistin

Casper und Thout waren bereits bei STS-36, Allen und Ivins bei STS-46 gemeinsam im Weltall gewesen.

## Missionsüberblick
Die zweite US-Microgravity-Payload-Mission umfasste Experimente zu den Gebieten Materialwissenschaft, Atmosphärenforschung, Biologie, Medizin, Technik und Physik. 11 Experimente liefen dabei, vom Kontrollzentrum in Houston überwacht, automatisch ab. Materialwissenschaftliche Forschungen betrafen das Studium von Erstarrungsprozessen. Dazu gehörte die Herstellung eines großen Quecksilber-Kadmiumtellurid-Kristalls in einem speziellen Schmelzofen mit drei getrennt regelbaren Temperaturzonen und die Untersuchung der Mikrostruktur erstarrender Metalllegierungen aus Wismut und Zink. Hier wechselten sich Aufschmelzen und Kristallisieren in einem ständigen Kreislauf ab. Gemessen wurden Temperatur, Erstarrungsgeschwindigkeit sowie die Form der Erstarrungsfront. Komplettiert wurde das Programm durch die Züchtung von Dendriten aus unterkühlten Schmelzen. Zur Erprobung neuer Materialien für künftige Raumfahrzeuge und Außenstrukturen wurden drei Container mit jeweils 264 Materialproben mitgeführt. Einer der Container wurde sofort nach dem Start geöffnet. In den beiden anderen Containern wurden die Materialproben entweder nur in Freiflugphasen oder nur in Antriebsphasen den Weltraumbedingungen (Strahlung, Restgase, Mikrometeoriten) ausgesetzt.
Zur Erforschung der Atmosphäre und der Wechselwirkung der Raumfähre mit der Hochatmosphäre wurden Polarlichter und weitere Leuchtphänomene (Experiment EISG) fotografiert. Dazu gehörte auch das Leuchten an Außenflächen des Shuttle, welches von atomarem Sauerstoff und Stickoxiden in deren Umgebung verursacht wird. Um diesen Effekt zu verstärken, wurden mehrfach Bahnabsenkungen durchgeführt. Schließlich wurde die aus der Atmosphäre stammende ultraviolette Strahlung gemessen. Ausgesucht wurden insbesondere aktive Vulkangebiete in Zentralamerika und Industrieregionen in Japan und China. Die Messwerte sollen die Genauigkeit der Aussagen über die Ozonkonzentration verbessern. Der Einfluss von Schwefeloxiden und Industrieabgasen als verfälschende Faktoren wurde ermittelt.
Biologische Untersuchungen beschränkten sich auf die physiologische Entwicklung von Ratten während des zweiwöchigen Fluges. Medizinische Studien aber kamen nicht zu kurz. So wurden vor und nach dem Flug Blut- und Urinproben genommen und verglichen. Zur Konditionierung trainierten die Astronauten täglich (z. B. mit einem Fahrradergometer) und verwendeten einen Unterdruckbehälter für den Unterleib, der wie auf der Erde das Blut verstärkt in den unteren Körperbereich zog. Wie fast immer wurde auch bei diesem Flug in einer speziellen Apparatur eine Vielzahl reiner Proteinkristalle gezüchtet.
Technische Erprobungen betrafen eine neue Kühltechnologie (10 Zyklen: Gefrieren und Auftauen) sowie ein hochpräzises Steuerungssystem für den 18 Meter langen Manipulator der Fähre. Das DDE-System besteht aus einem magnetischen Greifmechanismus, einer blinkenden Positionsdiode, einer hochauflösenden Kamera, einem präzisen Kraftsensor und einem computergesteuerten Positionsbestimmungssystem. Alle Crewmitglieder übten mehrfach das genaue Bewegen des Manipulatorarmes. Dabei waren Stecknadeln auf verschieden große Zielscheiben zu stecken. Die größte Scheibe hatte einen Durchmesser von etwa 3 Millimetern. Charles Gemar war mehrere Tage damit beschäftigt, verschiedene Gittermodelle einer Raumstation auf Stabilität im Freiflug zu untersuchen (77 Messreihen). Bei physikalischen Experimenten wurden Strömungseffekte in Flüssigkeiten fotografisch festgehalten und der kritische Punkt von Xeneon mit hoher Genauigkeit bestimmt. Unter dem kritischen Punkt versteht man die Temperatur- und Druckverhältnisse, bei denen ein Stoff sowohl flüssig als auch gasförmig sein kann. In einem Gas bilden sich dann einzelne Flüssigkeitszonen, die mit einem Laser vermessen werden können. Die milchige Flüssigkeit streut das Laserlicht stärker als das Gas. Auf der Erde drückt das Gewicht der Flüssigkeitszonen das Gas zusammen, so dass dieser Zustand nicht stabil ist. In der Schwerelosigkeit war das Phänomen besser zu beobachten (Fluid Light Scattering Experiment).
Zwei weitere Apparaturen (SAMS und OARE) maßen während des gesamten Fluges die Beschleunigungen, die das Raumfahrzeug durch die Bewegung der Besatzungsmitglieder und durch die Abbremsung der Raumfähre durch die Restgase der Atmosphäre erfährt. Diese Kräfte stören die vollkommene Schwerelosigkeit an Bord, weshalb man oft auch nur von Mikrogravitation spricht. Den größten Einfluss hatten die sportlichen Aktivitäten der Besatzungsmitglieder auf dem stoßgedämpften Fahrradergometer und die automatische Ausrichtung der Ku-Band-Antenne. Hier waren eindeutige Muster erkennbar, die durch präzise Instrumententische ausgeglichen werden könnten. Neu bei diesem Flug war, dass jeder Astronaut einen halben Tag pro Woche frei hatte. Während dieser Zeit wurden häufig Funkkontakte zur Erde gepflegt. Die Columbia landete nach erfolgreichem Flug im Kennedy Space Center in Florida.